# Glina (rzeka)
Glina – rzeka w Chorwacji i Bośni i Hercegowinie. Jej długość wynosi 93 km.
Jej źródła znajdują się 5 km od Slunja w Chorwacji. Do Kupy wpada w okolicy wsi Glinska Poljana w żupanii sisacko-moslawińskiej. W środkowym biegu przebiega nią granica bośniacko-chorwacka.